# 김하수
김하수(金河洙, 1959년 2월 9일~)는 대한민국의 정치인이다. 제55대 청도군수이다.

## 학력
- 청도용산국민학교 졸업
- 모계중학교 졸업
- 오성고등학교 졸업
- 광주대학교 신문방송학 학사
- 대구대학교 사회개발대학원 사회복지학 석사
- 대구대학교 대학원 행정학 박사

## 경력
- 대구대학교 행정학과 겸임교수
- 대구가톨릭대학교 사회복지학과 겸임교수
- 국립상주대학교 사회복지학과 외래교수
- 대구보건대학교 외래교수
- 브레이크뉴스 대구•경북편집위원
- 영남일보 복지칼럼리스트
- 월간“빛 칼럼리스트
- 대구가톨릭사회복지회 기획실장
- 서천어메니티 노인복지타운 기획조정실장
- 서구종합사회복지관 관장
- 전국가톨릭아동복지협의회 이사
- 한국SOS어린이마을 한국본부 국장
- 청도군 장애인보호작업장 원장
- 경북사회복지협의회 교육•훈련 위원회 위원장
- 경상북도 폭력대책지역위원회 위원
- 대구지방법원 청도군 법원조정위원회 위원
- 2010.07 ~ 2014.03: 제9대 경상북도의회 의원
  - 제9대 행정보건복지위원회 부위원장
  - 제9대 예산결산특별위원회 부위원장
  - 제9대 지방분권특별위원회 위원
  - 제9대 재정계획심의위원회 위원
  - 제9대 공익사업선정위원회 위원
- 2018.07 ~ 2022.03: 제11대 경상북도의회 의원
  - 제11대 행정보건복지위원회 위원장
- 2022.07 ~ : 제55대 민선 8기 경상북도 청도군수

## 전과
- 교통사고처리특례법위반: 금고 1년, 집행유예 2년 - 1990년 11월 13일 선고[1]

## 역대 선거 결과
|  | 38.26% |

|  | 55.07% |

|  | 49.82% |

|  | 50.48% |

|  | 56.12% |